# بني جميل مكسولين
بني جميل مكسولين  (بالإنجليزية: BNI GMIL MAKSOULINE) هي جماعة قروية تابعة لإقليم الحسيمة ضمن جهة طنجة تطوان 
الحسيمة بالمغرب. بلغ مجموع عدد سكان بني جميل مكسولين حسب إحصاءات 2004 حوالي 9922 نسمة يعيشون في 1324 أسرة.

## إحصاء عام
| السنة | عدد السكان | عدد الأسر | عدد الأجانب |
| ----- | ---------- | --------- | ----------- |
| 1994  | 8487       | 1143      | °°°°        |
| 2004  | 9922       | 1324      | 0           |